# Euroseries 3000 2008
Les Euroseries 3000 2008 ont été remportés par le pilote français Nicolas Prost sur une monoplace de l'écurie Bull Racing. 

## Règlement
- L'attribution des points s'effectue selon les barèmes suivants : 10,8,6,5,4,3,2,1 pour la première course et 6,5,4,3,2,1 pour la deuxième course.

## Courses de la saison 2008
| Date         | Lieu              | Vainqueur         | Nationalité | Equipe                |
| 20 avril     | Vallelunga        | Fabio Onidi       | Italie      | GP Racing             |
| 20 avril     | Vallelunga        | Roldán Rodríguez  | Espagne     | GP Racing             |
| 1er juin     | Spa-Francorchamps | Pastor Maldonado  | Venezuela   | GP Racing             |
| 1er juin     | Spa-Francorchamps | course annulée    |             |                       |
| 29 juin      | Valence           | Roldán Rodríguez  | Espagne     | GP Racing             |
| 29 juin      | Valence           | Fabio Onidi       | Italie      | GP Racing             |
| 20 juillet   | Mugello           | Adam Khan         | Pakistan    | TP Formula            |
| 20 juillet   | Mugello           | Fabrizio Crestani | Italie      | GP Racing             |
| 14 septembre | Misano            | Luiz Razia        | Brésil      | Bull Racing           |
| 14 septembre | Misano            | Adam Khan         | Pakistan    | TP Formula            |
| 19 octobre   | Jerez             | Nicolas Prost     | France      | Bull Racing           |
| 19 octobre   | Jerez             | David Garza Pérez | Mexique     | Sighinolfi Autoracing |
| 2 novembre   | Barcelone         | Adam Khan         | Pakistan    | TP Formula            |
| 2 novembre   | Barcelone         | Luiz Razia        | Brésil      | Bull Racing           |
| 30 novembre  | Magione           | Fabio Crestani    | Italie      | GP Racing             |
| 30 novembre  | Magione           | Fabio Crestani    | Italie      | GP Racing             |

## Classement des pilotes
| Classement | Pilote              | Pays      | Equipe                                                          | Nombre de points |
| ---------- | ------------------- | --------- | --------------------------------------------------------------- | ---------------- |
| 1er        | Nicolas Prost       | France    | Bull Racing                                                     | 60               |
| 2e         | Fabio Onidi         | Italie    | GP Racing                                                       | 58               |
| 3e         | Adam Khan           | Pakistan  | TP Formula                                                      | 55               |
| 4e         | Luiz Razia          | Brésil    | Bull Racing                                                     | 52               |
| 5e         | Fabio Crestani      | Italie    | GP Racing                                                       | 49               |
| 6e         | Omar Leal           | Colombie  | Durango                                                         | 38               |
| 7e         | Fabio Beretta       | Brésil    | Bull Racing                                                     | 32               |
| 8e         | Roldán Rodríguez    | Espagne   | GP Racing                                                       | 26               |
| 9e         | Felipe Guimarães    | Brésil    | TP Formula Sighinolfi Autoracing                                | 16               |
| 10e        | Raffaele Gianmaria  | Italie    | Rollcentre                                                      | 12               |
| 11e        | Clivio Piccione     | Monaco    | TP Formula                                                      | 12               |
| 12e        | Pastor Maldonado    | Venezuela | GP Racing                                                       | 11               |
| 13e        | David Garza Pérez   | Mexique   | Sighinolfi Autoracing                                           | 10               |
| 14e        | Edoardo Piscopo     | Italie    | Sighinolfi Autoracing                                           | 10               |
| 15e        | Davide Rigon        | Italie    | TP Formula                                                      | 9                |
| 16e        | Bruno Méndez        | Espagne   | Bull Racing Sighinolfi Autoracing                               | 8                |
| 17e        | Juan Ramón Zapata   | Espagne   | Emmebi Motorsport                                               | 8                |
| 18e        | Francesco Dracone   | Italie    | Emmebi Motorsport                                               | 7                |
| 19e        | Rodolfo González    | Venezuela | Sighinolfi Autoracing                                           | 3                |
| 20e        | Matteo Cozzari      | Italie    | EmiliodeVillota.com Motorsport Sighinolfi Autoracing Rollcentre | 2                |
| 21e        | Diego Romanini (en) | Italie    | Sighinolfi Autoracing                                           | 2                |
| 22e        | María de Villota    | Espagne   | EmiliodeVillota.com Motorsport                                  | 2                |